# 海利根施泰滕
海利根施泰滕是德国石勒苏益格－荷尔斯泰因州的一个市镇。总面积8.96平方公里，总人口1608人，其中男性769人，女性839人（2011年12月31日），人口密度179人/平方公里。